# Lefroyella
Lefroyella is een geslacht van sponsdieren uit de klasse van de Hexactinellida.

## Soorten
- Lefroyella ceramensis Ijima, 1927
- Lefroyella decora Thomson, 1878